# Buduma
I Buduma sono un gruppo etnico del Ciad, Camerun, e Niger che abitano molte delle isole del Lago Ciad. Essi sono maggiormente pescatori e pastori. In passato, i Buduma eseguirono violente incursioni sulle mandrie di bestiame dei loro vicini. Ritenuti violenti e temuti, furono lasciati in pace per molti anni protetti dal loro habitat dalle acque e dalle canne.
Oggi, i Buduma sono pacifici e amichevoli, desiderosi di adottare qualche moderno cambiamento. Sebbene i loro vicini li chiamino "buduma" che significa "gente proveniente dall'erba (o dalle canne)" loro preferiscono essere chiamati Yedina. La loro lingua è conosciuta come Yedina